# Bowin Glacier
Bowin Glacier är en glaciär i Antarktis. Den ligger i Östantarktis. Nya Zeeland gör anspråk på området. Bowin Glacier ligger 1 405 meter över havet.
Terrängen runt Bowin Glacier är varierad. Trakten är obefolkad. Det finns inga samhällen i närheten.